# 政府飛行服務隊
政府飛行服務隊（せいふひこうふくむたい）または香港政府飛行サービス（ほんこんせいふひこうサービス、通称：飛行服務隊;英語: Government Flying Service、GFS）は香港特別行政区政府保安局傘下のヘリコプター部隊。

## 歴史
政府飛行服務隊が設立される前は、香港政庁傘下の皇家香港輔助空軍が警察、消防、救急、沿岸警備、国境警備などを担っていた。1993年4月1日、皇家香港輔助空軍は政府飛行服務隊に再編成され、それまで輔助空軍で使用されていたヘリコプターなどは政府飛行服務隊に引き継がれた。
1996年11月20日：キャリービル火災にて、屋上に取り残された4名をS-70A-27ブラックホークヘリコプターで救出。政府飛行服務隊が都市部で救助活動を行うのはこれが初めてであった。しかし、現地メディアはブラックホークヘリコプターのメインローターがもたらす激しい突風により、火災を激しくしたと物議を読んだ。
1998年：政府飛行服務隊はこれまで拠点を置いていた啓徳空港の閉港に伴い、基地機能及び本部を新空港である香港国際空港に移転した。
2001年：政府飛行服務隊はS-70A-27ブラックホークヘリコプターを早期退役させるに伴い、後継機として、ユーロコプターAS332L2（スーパーピューマ）3機と同じくユーロコプターEC155B1型機5機を導入。
2003年8月26日：救急任務のため長洲島に向かっていたEC155B1型機1機がランタオ島の山腹に墜落し、乗っていたパイロット1名と救助要員1名全員が死亡した。なお、この事故は政府飛行服務隊が設立されて以来、初めての死亡事故となった。また、この事故を機に政府飛行服務隊はパイロットをはじめ、機上要員や救助要員などにヘリコプター搭乗の際には航空ヘルメットの着用を義務づけた。
2008年5月23日：四川大地震を受け、政府飛行服務隊は救助活動に参加し、AS332L2スーパーピューマヘリコプターを派遣。数多くの任務と生存者や救助隊員を輸送し、翌月6日に香港へ帰還。
2010年12月27日：空中消火任務に参加していたAS332L2 1機が城門貯水池で消火に使用する水を補給するため、ホバリング給水中にメインエンジン1機にトラブルが発生して出力が低下。そのまま、貯水池に着水するトラブルが起きた。機体にはパイロット2名と機上要員1名が乗っていたが、自力で脱出し、消防に無事救助された。なお、このトラブルは2003年の墜落事故（上記を参照）に引き続き、政府飛行服務隊が設立されて以来、2番目に大きなトラブルである。
2020年8月23日：チャレンジャー605/SAR 1機が2019年-2020年香港民主化デモで香港警察に指名手配され、台湾へ脱出を試みた香港人12人が乗ったボートを発見し、中国海警局に通報。その後、12人の香港人は海警局に身柄を拘束された。
同年12月21日：アメリカ合衆国商務省は輸出管理規則を改正し、その中で政府飛行服務隊を軍事エンドユーザー (MEU)リストに追加し、チャレンジャー 605/SARなどに使われるアメリカ製部品の輸出を禁止した。

## 航空機

### 現役
- エアバス・ヘリコプターズ H175A 7機
- ボンバルディア チャレンジャー605/SAR 2機
- ダイアモンド DA42 ツインスター 1機

### 退役
- シコルスキー S-70A-27 3機（1992年に皇家香港輔助空軍へ配備。2003年に退役後、アメリカに送り返され、現在は消防ヘリとして活躍中）
- シコルスキー S-76
- ユーロコプターAS332L2 3機
- ユーロコプターEC155B1 5機（うち1機は墜落事故で損失）
- ジェットストリーム 41 2機
- ビーチクラフト キングエア
- Zlin Z242L 1機